# Khoune
Khoun hay Khoune (tiếng Lào: ເມືອງຄູນ) là một muang (mường, huyện) thuộc tỉnh Xiengkhuang ở bắc Lào .